# نموذج المظلل الموحد
نموذج المظلل الموحد (بالإنجليزية: Unified Shader Model)‏ والمعروف في دايركت إكس 10 بنموذج التظليل 4.0, وهو يستخدم مجموعة تعليمات متكاملة تشمل جميع أنواع التظليل. ولكن مجموعة التعليمات هذه مختلفة في كل نوع من التظليل.